# Спіцин Антон Вадимович
Анто́н Вади́мович Спі́цин (11 серпня 1990 — 3 лютого 2025) — молодший лейтенант Національної гвардії України, учасник російсько-української війни, що відзначився в ході російського вторгнення в Україну. Герой України (посмертно)

## Життєпис
Народився 11 серпня 1990 року в Харківській області. У мирний час мав свій будівельний бізнес, займався благодійністю.
З перших днів російського вторгнення в Україну став на захист України. Був одним зі співзасновників і командиром підрозділу безпілотних авіаційних комплексів «Гострі картузи» 2 окремого загону Центру спеціального призначення «Омега» Національної гвардії України. Його називали одним із найкращих українських операторів FPV, Спіцин знищив значну кількість противників.
23 січня 2025 року під час виконання бойового завдання у Волноваському районі Донецької області зазнав поранень, від яких помер 3 лютого 2025 року. Похований на Алеї Слави Харківського міського кладовища № 18.

## Нагороди
- Орден Богдана Хмельницького II ступеня (17 травня 2024) — за особисту мужність і самовідданість, виявлені у захисті державного суверенітету та територіальної цілісності України, сумлінне і бездоганне служіння Українському народові[6];
- орден Богдана Хмельницького III ступеня (7 вересня 2022) — за особисту мужність і самовідданість, виявлені у захисті державного суверенітету та територіальної цілісності України, вірність військовій присязі, сумлінне та бездоганне виконання службового обов'язку[7];
- Медаль «Захиснику Вітчизни» (3 листопада 2023) — за особисту мужність і самовідданість, виявлені у захисті державного суверенітету та територіальної цілісності України, сумлінне та бездоганне служіння Українському народові[8].
- Звання Герой України з удостоєнням ордена «Золота Зірка» (23 травня 2025, посмертно) — за особисту мужність і героїзм, виявлені у захисті державного суверенітету та територіальної цілісності України, самовіддане служіння Українському народові[9]